# Achrioptera pygmaea
Achrioptera pygmaea är en insektsart som beskrevs av Ludwig Redtenbacher 1908. Achrioptera pygmaea ingår i släktet Achrioptera och familjen Phasmatidae. Inga underarter finns listade i Catalogue of Life.